# استاکتون (یوتا)
استاکتون (به انگلیسی: Stockton) شهری در ایالت یوتا کشور ایالات متحده آمریکا است که جمعیت آن در سرشماری سال ۲۰۱۰ میلادی، ۶۱۶ نفر بوده‌است.